# Адијо
Адијо (Макарака) је народ у Јужном Судану, који живи у регији Екваторија, јужно од града Џуба у округу Јеј ривер. Има их неколико стотина и углавном се баве пољопривредом (пасуљ, житарице, кромпир). Говоре језиком каква и мунду, а сродни су етничкој групи Азанде.